# William Gadoury
William Gadoury és un estudiant quebequès, conegut principalment per haver descobert la presumpta ciutat maia de K'àak' Chi'.
Gadoury, apassionat de l'arqueologia, va formular una hipòtesi segons la qual hi hauria una correlació entre les constel·lacions d'estrelles i l'emplaçament de més d'un centenar de ciutats d'origen maia. Intentant comprovar la seva suposició, va suposar l'existència d'una ciutat maia desconeguda en un sector de la península del Yucatán mexicà inexplorat, teoria que ha estat verificada mitjançant les imatges per via satèl·lit aportades per l'Agència Espacial Canadenca, en les quals es pot distingir, a l'indret indicat, un conjunt de formes geomètriques quadrades i rectangulars, "difícilment explicables al medi natural", segons el doctor en geografia Armand LaRocque, especialista en teledetecció a la Universitat de Nouveau-Brunswick. El mètode emprat encara no ha estat publicat en cap revista científica, la validesa de la hipòtesi encara no ha estat comentada, ni ha estat avaluada per especialistes en l'arqueologia de Mèxic, a més de no haver-se, encara, planificat un viatge per explorar sobre el terreny.
Guanyador, el 2014, d'un premi de l'Expo-Sciences Hydro-Québec, William Gadoury va presentar el seu descobriment a l'IGARSS 2014, on fou felicitat pel seu descobriment per part de diversos científics, entre els que es trobava un membre de l'Agència Espacial Canadenca. Aquesta institució li va imposar una medalla el novembre de 2014 pel seu treball de recerca.